# 橙盖鹅膏菌
橙蓋鵝膏菌 （學名： Amanita caesarea），又名凱撒磨菇、橙蓋傘及白橙蓋鵝膏菌，有「凱撒磨菇」之稱，是鹅膏菌科鵝膏屬的食用菌，原產於歐洲南部及北非。它的菌蓋呈突出的橙色，菌褶及菌莖呈黃色。

## 分類及命名
橙蓋鵝膏菌最初是由義大利真菌學家克里斯蒂安·亨德里克·珀森於1772年命名及分類為蘑菇屬中，後來由克里斯蒂安·亨德里克·珀森編入鵝膏屬中。由於它是羅馬帝國眾凱撒的喜好，故又被稱為「凱撒磨菇」。當時羅馬稱它為牛肝菌屬，是源自其古希臘文的原名。其法國、波蘭及德國的名稱都與凱撒有關，而義大利名則意指其形狀像蛋。
橙蓋鵝膏菌曾被指是A. umbonata，而北美洲亦曾指它與印度的淺橙黃鵝膏菌是同一種。橙蓋鵝膏菌與相似的A. arkansana及A. jacksonii有何關係則很不清楚。這些相似菌類的可食性同樣是不清楚的，不過就在吃下A. jacksonii後未有不適的個案發生。

## 描述
橙蓋鵝膏菌的橙紅色菌蓋呈半球狀，突出後逐漸扁平。它的表面平滑，邊緣有條紋，直徑可達15厘米，甚至較為罕有的20厘米。菌褶及菌莖呈淡黃色至黃金色，菌莖可以高達8-15厘米及2-3厘米闊。菌環鬆散地垂掛著，頂有條紋，底部平滑。莖座較厚，菌托呈灰白色及杯狀，是外菌幕的殘餘。孢子是白色的。
橙蓋鵝膏菌很易與有毒的毒蠅鵝膏混淆。毒蠅鵝膏的菌蓋呈紅色及有白點，菌褶及菌莖都是白色的。

## 分佈
橙蓋鵝膏菌主要在初夏至中秋時份，在橡木林中或有時在松柏目中生長。它們分佈在北美洲及南歐，尤其是在義大利北部的山區。有指它們可能是由羅馬帝國軍隊從阿爾卑斯山北部引入。

## 適食性
橙蓋鵝膏菌被高度評價，但一些真菌學家則提醒要小心與其他有毒的鵝膏屬混淆。

## 外部連結
- Photos of A. jacksonii at AmericanMushrooms.com （页面存档备份，存于）
- Photos and description of A. caesarea
- Photos and description of related North American species, with some discussion of relationships （页面存档备份，存于）
- Classification problems of this mushroom （页面存档备份，存于）